# アレグロK.372
アレグロ 変ロ長調 K. 372 は、ヴォルフガング・アマデウス・モーツァルトが作曲した断片のみのヴァイオリンソナタである。かつては偽作も含めた通し番号として『ヴァイオリンソナタ第31番』とも呼ばれていた。

## 概要
本作は1781年3月24日にウィーンで書かれたが、65小節で作曲を中断し、結局そのままとなってしまった。のちにこの作品は、モーツァルトの死後、友人であったマクシミリアン・シュタードラーが手稿に展開部と提示部を書き足し、1826年に出版された。

## 曲の構成
変ロ長調のアレグロのみで、演奏時間は約7分である。現在使われているのは66小節以降198小節まで完結している。